# Stefan Rinck
Stefan Rinck (* 1958) ist ein deutscher Manager.

## Leben
Rinck studierte Maschinenbau in der Fachrichtung Fertigungstechnik an der Rheinisch-Westfälischen Technischen Hochschule  Aachen. Nach dem Diplom war er von 1987 bis 1992 am Institut für Hydraulik und Pneumatik der RWTH als wissenschaftlicher Assistent beschäftigt und wurde dort  promoviert. Anschließend trat Rinck 1992 in die Mannesmann Rexroth AG ein. 1999 wurde er in die Geschäftsleitung der Mannesmann Rexroth AG in Lohr am Main berufen; 2001 wurde Rinck zum Geschäftsleiter Technik der Bosch Rexroth AG für den Geschäftsbereich Mobilhydraulik in Ulm.
2003 wechselte Rinck zur Linde AG Wiesbaden als Sprecher der Geschäftsleitung der Linde Material Handling und Bereichsvorstand. 2006 wurde er zum Vorsitzenden der Geschäftsführung der Linde Material Handling / Kion Group in Aschaffenburg und Mitglied im Executive Committee der Kion Group. Schon im nächsten Jahr verließ er das Unternehmen: Ab 2007 war Rinck als Unternehmensberater tätig. Ab September 2009 war Rinck zunächst einfaches Mitglied des Vorstands von Singulus Technologies, ab April 2010 Vorstandsvorsitzender des TecDAX-Unternehmens; als solcher war er auch Mitglied im Vorstand des Tochterunternehmens Singulus Stangl Solar. Rincks Tätigkeit als Vorstandsvorsitzender endete am 31. Dezember 2024.